# Libnotes (Afrolimonia) oligacantha
Libnotes (Afrolimonia) oligacantha is een tweevleugelige uit de familie steltmuggen (Limoniidae). De soort komt voor in het Afrotropisch gebied.